# Bischof-Vincentas-Borisevičius-Priesterseminar Telšiai
Bischof-Vincentas-Borisevičius-Priesterseminar Telšiai ist ein Priesterseminar in Telšiai, Litauen. Es trägt den Namen von Bischof Vincentas Borisevičius (1887–1946), Kandidat zum Seligen. 

## Geschichte
1930 gab es 90 Schüler. 1932 wurden die ersten 9 zu Priestern geweiht. 1989 wurde das Seminar von Bischof  Antanas Vaičius (1926–2008) neu ergründet. Am 15. März 2000 wurde das Seminar als eine nicht staatliche Hochschule  von der Regierung Litauens anerkannt.

## Regenten
- 1927–1940: teol. lic. Vincentas Borisevičius
- 1940–1946: teol. dr. Pranciškus Ramanauskas
- 1989–1993: teol. lic. Kazimieras Gaščiūnas
- 1993–1997: teol. dr. Steponas Brazdeikis
- 1997–2003: Dr. iur. can. Algis Genutis
- 2003–2006: teol. lic. Antanas Lapė
- 2006–2008: teol. lic. Vygintas Gūdeliūnas
- 2008–0000: Mgr. Jonas Ačas